# Cuisia
Cuisia település Franciaországban, Jura megyében. Lakosainak száma 388 fő (2022. január 1.). Cuisia Maynal, Augea, Cousance, Gizia, Rosay, Le Miroir és Beaufort-Orbagna községekkel határos.

## Népesség
A település népességének változása:
| Lakosok száma | 373  | 401  | 411  | 401  | 396  | 394  | 392  | 390  | 390  | 388  |
|               | 1968 | 1982 | 1990 | 2006 | 2013 | 2015 | 2017 | 2019 | 2020 | 2022 |